# Liste der Ortschaften im Bezirk Hollabrunn
Die Liste der Ortschaften im Bezirk Hollabrunn enthält die Gemeinden und ihre zugehörigen Ortschaften im niederösterreichischen Bezirk Hollabrunn (in Klammern stehen die Einwohnerzahlen zum Stand 1. Jänner 2024):
- Alberndorf im Pulkautal (710)

- Göllersdorf (1539)
  - Bergau (220)
  - Eitzersthal (167)
  - Furth (175)
  - Großstelzendorf (304)
  - Obergrub (85)
  - Oberparschenbrunn (93)
  - Porrau (101)
  - Schönborn (18)
  - Untergrub (116)
  - Viendorf (305)
  - Wischathal (89)

- Grabern
  - Mittergrabern (340)
  - Ober-Steinabrunn (116)
  - Obergrabern (129)
  - Schöngrabern (1035) (Hauptort)
  - Windpassing (111)

- Guntersdorf (843)
  - Großnondorf (330)

- Hadres (701)
  - Obritz (575)
  - Untermarkersdorf (465)

- Hardegg (81)
  - Felling (121)
  - Heufurth (70)
  - Mallersbach (149)
  - Merkersdorf (117)
  - Niederfladnitz (281)
  - Pleissing (142)
  - Riegersburg (241)
  - Waschbach (81)

- Haugsdorf (870)
  - Auggenthal (311)
  - Jetzelsdorf (392)
  - Kleinhaugsdorf (19)

- Heldenberg
  - Glaubendorf (545)
  - Großwetzdorf (422)
  - Kleinwetzdorf (177) (Hauptort)
  - Oberthern (209)
  - Unterthern (133)

- Hohenwarth-Mühlbach am Manhartsberg
  - Bösendürnbach (83)
  - Ebersbrunn (199)
  - Hohenwarth (449) (Hauptort)
  - Mühlbach am Manhartsberg (207)
  - Olbersdorf (65)
  - Ronthal (121)
  - Zemling (215)

- Hollabrunn (7401)
  - Altenmarkt im Thale (134)
  - Aspersdorf (448)
  - Breitenwaida (826)
  - Dietersdorf (212)
  - Eggendorf im Thale (140)
  - Enzersdorf im Thale (211)
  - Groß (106)
  - Kleedorf (100)
  - Kleinkadolz (123)
  - Kleinstelzendorf (95)
  - Kleinstetteldorf (133)
  - Magersdorf (472)
  - Mariathal (140)
  - Oberfellabrunn (330)
  - Puch (91)
  - Raschala (338)
  - Sonnberg (605)
  - Suttenbrunn (190)
  - Weyerburg (107)
  - Wieselsfeld (115)
  - Wolfsbrunn (62)

- Mailberg (550)

- Maissau (916)
  - Eggendorf am Walde (155)
  - Grübern (73)
  - Gumping (22)
  - Klein-Burgstall (39)
  - Limberg (295)
  - Oberdürnbach (130)
  - Reikersdorf (43)
  - Unterdürnbach (229)
  - Wilhelmsdorf (56)

- Nappersdorf-Kammersdorf
  - Dürnleis (176)
  - Haslach (131)
  - Kammersdorf (301) (Hauptort)
  - Kleinsierndorf (36)
  - Kleinweikersdorf (188)
  - Nappersdorf (366)

- Pernersdorf (368)
  - Karlsdorf (136)
  - Peigarten (288)
  - Pfaffendorf (230)
  - Ragelsdorf (39)

- Pulkau (980)
  - Groß-Reipersdorf (148)
  - Leodagger (85)
  - Passendorf (9)
  - Rafing (137)
  - Rohrendorf an der Pulkau (117)

- Ravelsbach (701)
  - Baierdorf (83)
  - Gaindorf (278)
  - Minichhofen (110)
  - Oberravelsbach (121)
  - Parisdorf (126)
  - Pfaffstetten (235)

- Retz (2436)
  - Hofern (69)
  - Kleinhöflein (285)
  - Kleinriedenthal (164)
  - Obernalb (540)
  - Unternalb (759)

- Retzbach
  - Mitterretzbach (226)
  - Oberretzbach (124)
  - Unterretzbach (648) (Hauptort)

- Schrattenthal (325)
  - Obermarkersdorf (362) (Hauptort)
  - Waitzendorf (201)

- Seefeld-Kadolz
  - Großkadolz (580)
  - Seefeld (357) (Hauptort)

- Sitzendorf an der Schmida (669)
  - Braunsdorf (172)
  - Frauendorf an der Schmida (316)
  - Goggendorf (216)
  - Kleinkirchberg (109)
  - Niederschleinz (300)
  - Pranhartsberg (46)
  - Roseldorf (289)
  - Sitzenhart (86)

- Wullersdorf (809)
  - Aschendorf (54)
  - Grund (248)
  - Hart (72)
  - Hetzmannsdorf (136)
  - Immendorf (391)
  - Kalladorf (241)
  - Maria Roggendorf (117)
  - Oberstinkenbrunn (214)
  - Schalladorf (141)

- Zellerndorf (1140)
  - Deinzendorf (173)
  - Dietmannsdorf (113)
  - Pillersdorf (104)
  - Platt (445)
  - Watzelsdorf (433)

- Ziersdorf (1651)
  - Dippersdorf (91)
  - Fahndorf (168)
  - Gettsdorf (228)
  - Großmeiseldorf (408)
  - Hollenstein (105)
  - Kiblitz (131)
  - Radlbrunn (382)
  - Rohrbach (209)